# Rt Kamenjak
Rt Kamenjak är en udde i Kroatien.   Den ligger i länet Istrien, strax utanför Pula och tillhör staden Pula. 
Terrängen inåt land är platt. Havet är nära Rt Kamenjak söderut.  Närmaste större samhälle är Pula, ca 10 km nordväst om Rt Kamenjak. Kamenjak har kristall klart vatten och är väldigt populärt att besöka för turister.  